# 简明 (诗人)
简明（1961年4月—2019年8月21日），男，本名张国明，原籍河北武强，生于新疆乌鲁木齐，中国诗人。曾任《诗选刊》社长兼主编、河北文学馆馆长等职务。中国作家协会会员、中国报告文学学会会员。

## 生平
1961年4月生于新疆的军人世家。1976年入伍，曾两度戍边参战。1981年开始发表作品，创作了大量军旅诗和新边塞诗。1986年毕业于新疆伊犁师范学院中文系。30岁时凭借《千日养兵》与《高山下的花环》作者李存葆等共同获得1990年至1991年度全国优秀报告文学奖（鲁迅文学奖）。1991年加入中国作家协会。1992年转业至河北省文学艺术界联合会和河北省作家协会。历任《当代人》杂志编辑部主任，河北文学馆馆长，《诗选刊》月刊社社长、主编。2004年起，使用笔名“简明”，继续诗歌创作。2015年诗歌《朴素》获首届孙犁文学奖。
2019年8月21日晚在石家庄去世。

## 出版物
著有诗集《套马索》（1986年）、《不明飞行物》（1988年）、《无论最终剩下谁》（1990年）、《爱我是一个错误——张国明情诗精选》（1991年）、《左手婚姻——张国明抒情诗选》（1992年）、《高贵》（2005年）等6部，长篇报告文学《千日养兵》（1999年，合著）等3部。